# Птицкое
Птицкое — село в Вагайском районе Тюменской области, административный центр сельского поселения Птицкое.

## География
Село находится на берегу реки Ашлык примерно в 24 км к юго-западу от Вагая. Автобусное сообщение.

## История
В 1853 году был построен храм.

## Инфраструктура
- Дом культуры
- Школа

## Население
| 2010 |
| ---- |
| 429  |

- 1869 - 174 человека (83 м.п., 91 ж.п.)
- 1893 -  220 человек (105 м.п., 115 ж.п.)
- 1912 -  174 человека (90 м.п., 84 ж.п.)[2]